# Niccolò Pallavicino

Stemma dei Pallavicino.

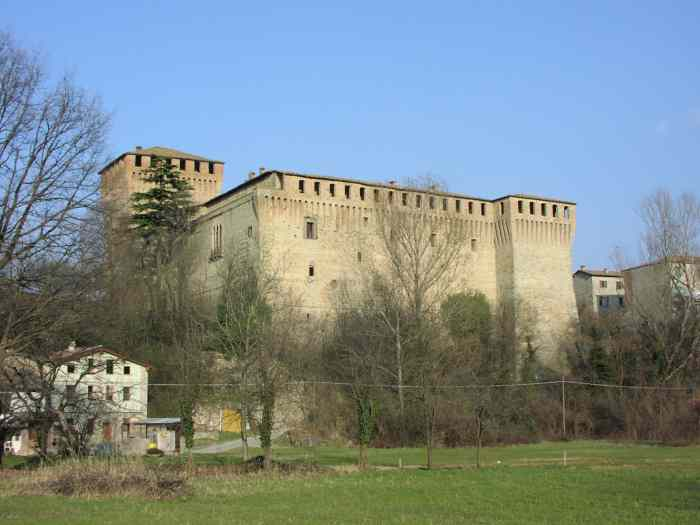
Castello Pallavicino (Varano de' Melegari) visto dal torrente Ceno.

Niccolò Pallavicino (... – 8 luglio 1494), I Marchese di Varano de' Marchesi.

## Biografia
Era figlio primogenito di Rolando il Magnifico, signore di Monticelli d'Ongina, Busseto e Cortemaggiore, e di Caterina Scotti. 
Nel 1432 entrò in servizio del duca di Milano Filippo Maria Visconti.
Alla morte del padre nel 1457, divenne marchese di Varano de' Marchesi, ereditando inoltre i feudi di Miano, Castelguelfo e Gallinella. Niccolò, istigato dal duca Francesco Sforza che mal tollerava l'ascesa dei Pallavicino, fece rinunciare ai fratelli al testamento del padre. Nel 1470 presenziò a Milano al giuramento di fedeltà di Milano al primogenito del duca Galeazzo Maria Sforza, Gian Galeazzo Maria Sforza e nell'occasione ricevette l'investitura di Varano, Castelguelfo, Gallinella, Corticelle e Castellina.
Morì nel 1494.

## Discendenza
Niccolò sposò Dorotea Gambara di Brescia ed ebbero dieci figli:
- Alessandro, sposò Costanza Sanvitale
- Antonia, sposò Guido da Correggio
- Veronica
- Galeazzo
- Giulio, sposò Antonia Landi
- Berenice
- Giampietro, sposò Gabriella Malaspina
- Cesare
- Lucrezia
- Giannantonio (?-1520), sposò Maddalena Malaspina